# Saison 1958-1959 de la WHL
Saison précédente Saison suivante
La saison 1958-1959 est la septième saison de la Western Hockey League. Neuf équipes jouent la saison régulière à l'issue de laquelle les Totems de Seattle sont sacrés champions de la Coupe du président.

## Saison régulière

### Classements

#### Division Coast
| Clt   | Équipe                    | PJ | V  | D  | N  | BP  | BC  | Pts |
| ----- | ------------------------- | -- | -- | -- | -- | --- | --- | --- |
| +001, | Totems de Seattle         | 70 | 40 | 27 | 3  | 277 | 225 | 83  |
| +002, | Canucks de Vancouver      | 70 | 31 | 28 | 11 | 219 | 214 | 73  |
| +003, | Cougars de Victoria       | 70 | 30 | 36 | 4  | 219 | 254 | 64  |
| +004, | Spokes de Spokane         | 70 | 26 | 38 | 6  | 217 | 275 | 58  |
| +005, | Royals de New Westminster | 70 | 23 | 45 | 2  | 237 | 301 | 48  |

- En gras : vainqueur de la division
- En italique : qualifié pour les séries éliminatoires

#### Division Prairie
| Clt   | Équipe                | PJ | V  | D  | N | BP  | BC  | Pts |
| ----- | --------------------- | -- | -- | -- | - | --- | --- | --- |
| +001, | Stampeders de Calgary | 64 | 42 | 21 | 1 | 263 | 196 | 85  |
| +002, | Flyers d'Edmonton     | 64 | 33 | 28 | 3 | 205 | 206 | 69  |
| +003, | Warriors de Winnipeg  | 64 | 31 | 31 | 2 | 256 | 229 | 64  |
| +004, | Quakers de Saskatoon  | 64 | 29 | 31 | 4 | 208 | 201 | 62  |

- En gras : vainqueur de la division
- En italique : qualifié pour les séries éliminatoires

### Meilleurs pointeurs
| Clt | Joueur             | Équipe          | PJ | B  | A  | Pts |
| --- | ------------------ | --------------- | -- | -- | -- | --- |
| 1   | Guyle Fielder      | Seattle         | 69 | 24 | 95 | 119 |
| 2   | Ed Dorohoy         | Calgary         | 64 | 35 | 74 | 109 |
| 3   | Lou Jankowski      | Calgary         | 54 | 45 | 47 | 92  |
| 4   | William Mosienko   | Winnipeg        | 63 | 42 | 46 | 88  |
| 5   | Al Nicholson       | Victoria        | 69 | 36 | 51 | 87  |
| 6   | Gene Mekilok       | Spokane         | 61 | 32 | 52 | 84  |
| 7   | Pat Hannigan       | New Westminster | 69 | 37 | 46 | 83  |
| 8   | Gerry Brisson      | Winnipeg        | 62 | 38 | 45 | 83  |
| 9   | Val Fonteyne       | Seattle         | 64 | 32 | 49 | 81  |
| 10  | William MacFarland | Seattle         | 68 | 35 | 40 | 75  |
| 11  | Paul Masnick       | Saskatoon       | 64 | 24 | 51 | 75  |

## Séries éliminatoires
Pour la division Coast, le premier de la saison régulière est qualifié directement pour les demi-finales alors que les deuxième et troisième s'affrontent au meilleur des 5 matchs. Dans la division Pacifique, le premier et le troisième s'affrontent d'un côté, le deuxième et le quatrième de l'autre, toujours en 5 matchs. Les vainqueurs s'affrontent ensuite en demi-finale au meilleur des 7 matchs. La finale, elle aussi jouée en 7 matchs, oppose les gagnants de ces deux rencontres. Les Totems de Seattle remportent la Coupe du président en battant les Stampeders de Calgary en 4 matchs.
|  | Quarts de finale | Quarts de finale      | Quarts de finale | Quarts de finale     |    |                       | Demi-finales | Demi-finales | Demi-finales | Demi-finales |  |  | Finale | Finale | Finale | Finale |
|  |                  |                       |                  |                      |    |                       |              |              |              |              |  |  |        |        |        |        |
|  |                  |                       |                  |                      |    |                       |              |              |              |              |  |  |        |        |        |        |
|  |                  |                       |                  |                      |    |                       |              |              |              |              |  |  |        |        |        |        |
|  |                  |                       |                  |                      |    |                       |              |              |              |              |  |  |        |        |        |        |
|  |                  |                       |                  |                      |    |                       |              |              |              |              |  |  |        |        |        |        |
|  |                  |                       |                  |                      |    |                       |              |              |              |              |  |  |        |        |        |        |
|  | C1               | Stampeders de Calgary | 4                | 4                    |    |                       |              |              |              |              |  |  |        |        |        |        |
|  | C1               | Stampeders de Calgary | 4                | 4                    |    |                       |              |              |              |              |  |  |        |        |        |        |
|  |                  |                       | C3               | Warriors de Winnipeg | 0  | 0                     |              |              |              |              |  |  |        |        |        |        |
|  | C2               | Flyers d'Edmonton     | C3               | Warriors de Winnipeg | 0  | 0                     | 0            | 0            |              |              |  |  |        |        |        |        |
|  | C2               | Flyers d'Edmonton     |                  |                      |    |                       |              | 0            |              |              |  |  |        |        |        |        |
|  | C3               | Warriors de Winnipeg  | 3                | 3                    |    |                       |              |              |              |              |  |  |        |        |        |        |
|  | C3               | Warriors de Winnipeg  | 3                | 3                    | C1 | Stampeders de Calgary | 0            | 0            |              |              |  |  |        |        |        |        |
|  |                  |                       |                  |                      | C1 | Stampeders de Calgary | 0            | 0            |              |              |  |  |        |        |        |        |
|  |                  |                       | P1               | Totems de Seattle    | 4  | 4                     |              |              |              |              |  |  |        |        |        |        |
|  | P1               | Totems de Seattle     | P1               | Totems de Seattle    | 4  | 4                     | 3            | 3            |              |              |  |  |        |        |        |        |
|  | P1               | Totems de Seattle     |                  |                      |    |                       |              |              |              |              |  |  |        |        |        |        |
|  | P3               | Cougars de Victoria   | 0                | 0                    |    |                       |              |              |              |              |  |  |        |        |        |        |
|  | P3               | Cougars de Victoria   | 0                | 0                    | P1 | Totems de Seattle     | 4            | 4            |              |              |  |  |        |        |        |        |
|  |                  |                       |                  |                      | P1 | Totems de Seattle     | 4            | 4            |              |              |  |  |        |        |        |        |
|  |                  |                       | P2               | Canucks de Vancouver | 1  | 1                     |              |              |              |              |  |  |        |        |        |        |
|  | P2               | Canucks de Vancouver  | P2               | Canucks de Vancouver | 1  | 1                     | 3            | 3            |              |              |  |  |        |        |        |        |
|  | P2               | Canucks de Vancouver  |                  |                      |    |                       |              | 3            |              |              |  |  |        |        |        |        |
|  | P4               | Spokes de Spokane     | 1                | 1                    |    |                       |              |              |              |              |  |  |        |        |        |        |
|  | P4               | Spokes de Spokane     | 1                | 1                    |    |                       |              |              |              |              |  |  |        |        |        |        |
|  |                  |                       |                  |                      |    |                       |              |              |              |              |  |  |        |        |        |        |

## Récompenses

### Trophée collectif
| Coupe du président : Vainqueurs des séries | Totems de Seattle |

### Trophées individuels
| Outstanding Goalkeeper Award : Meilleur gardien | Lucien Dechene, Quakers de Saskatoon et Canucks de Vancouver                                                 |
| Leading Scorer Award : Meilleur pointeur        | Guyle Fielder, Totems de Seattle                                                                             |
| George Leader Cup : Meilleur joueur             | Guyle Fielder, Americans de Seattle (Division Coast) et Ed Dorohoy, Stampeders de Calgary (Division Prairie) |
| Rookie Award : Meilleure recrue                 | Bruce Gamble, Canucks de Vancouver                                                                           |